# Södra hamn, Luleå

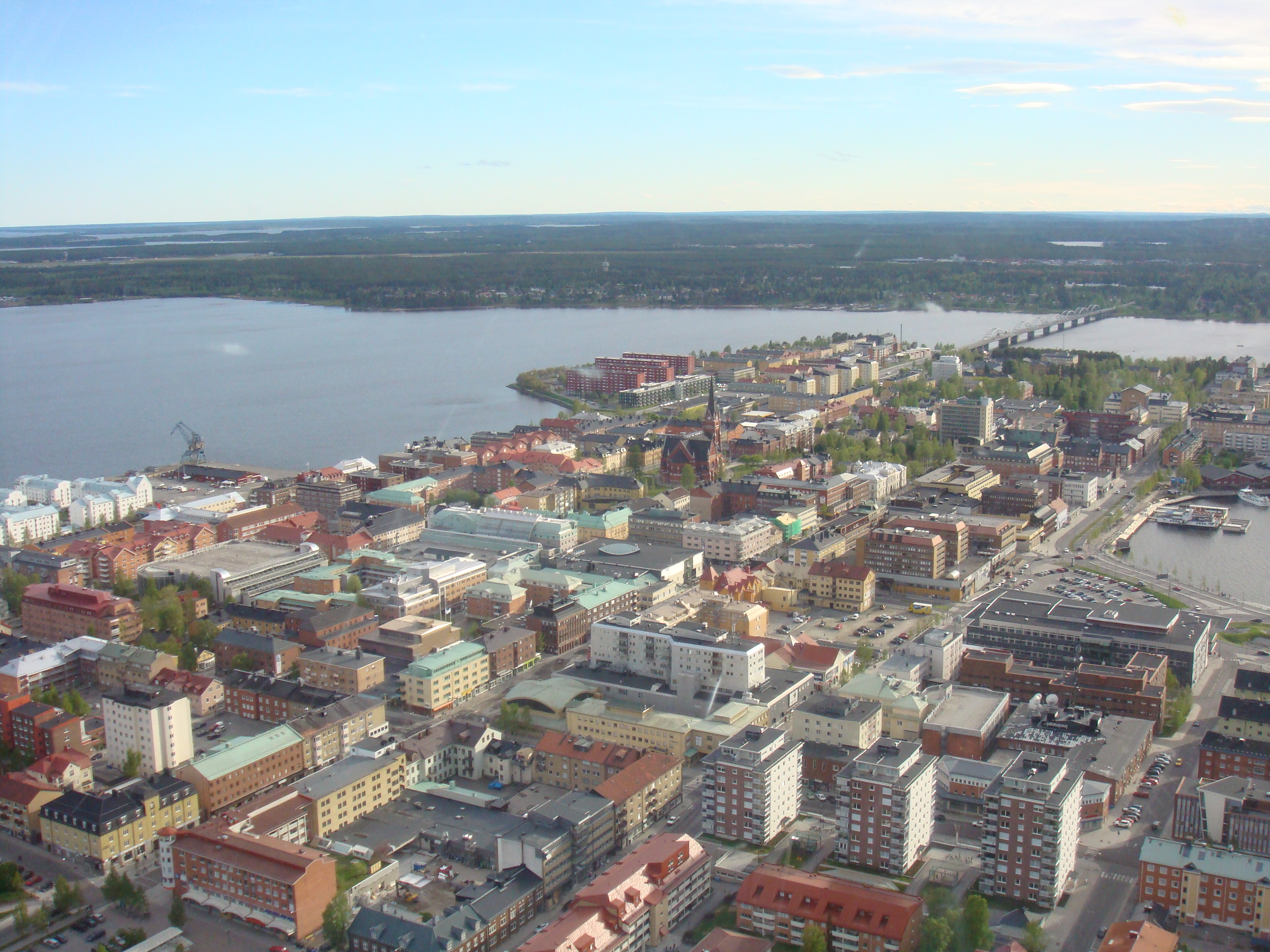
Till vänster: Södra hamn med den kvarvarande vipparmsportalkranen från 1950. Till höger: Norra hamn.

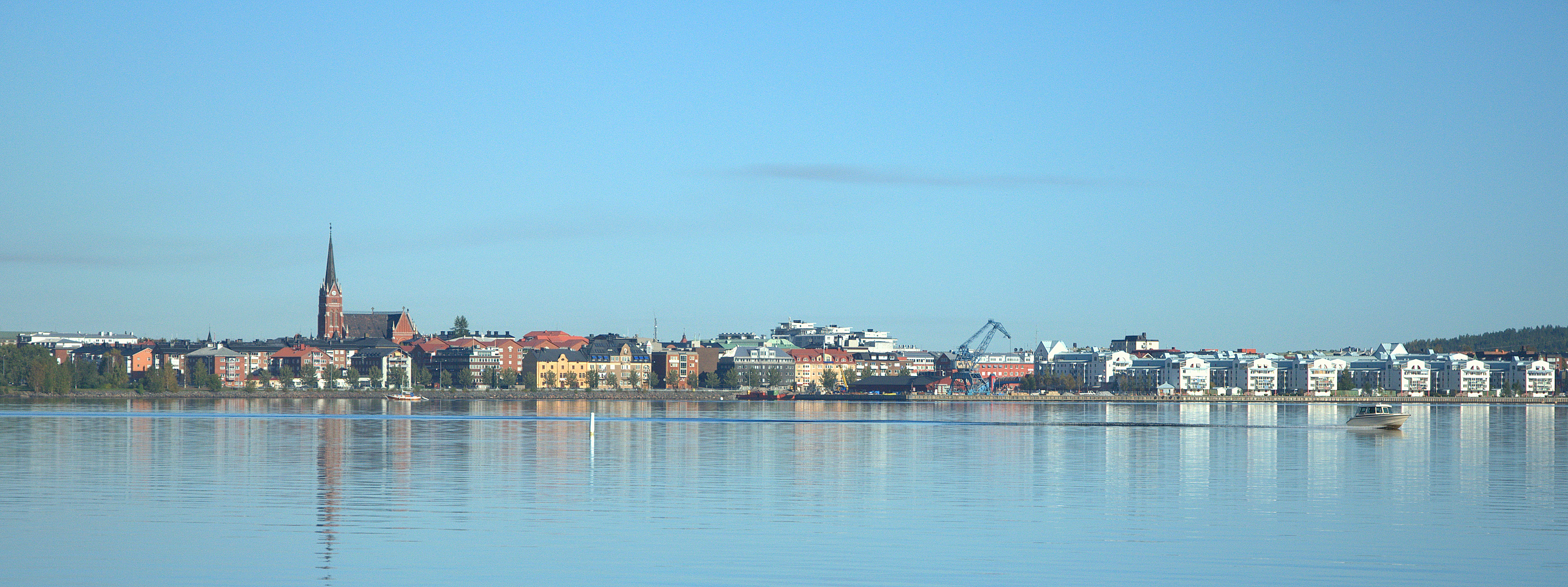
Luleå Södra Hamn med Tutti-Frutti till höger

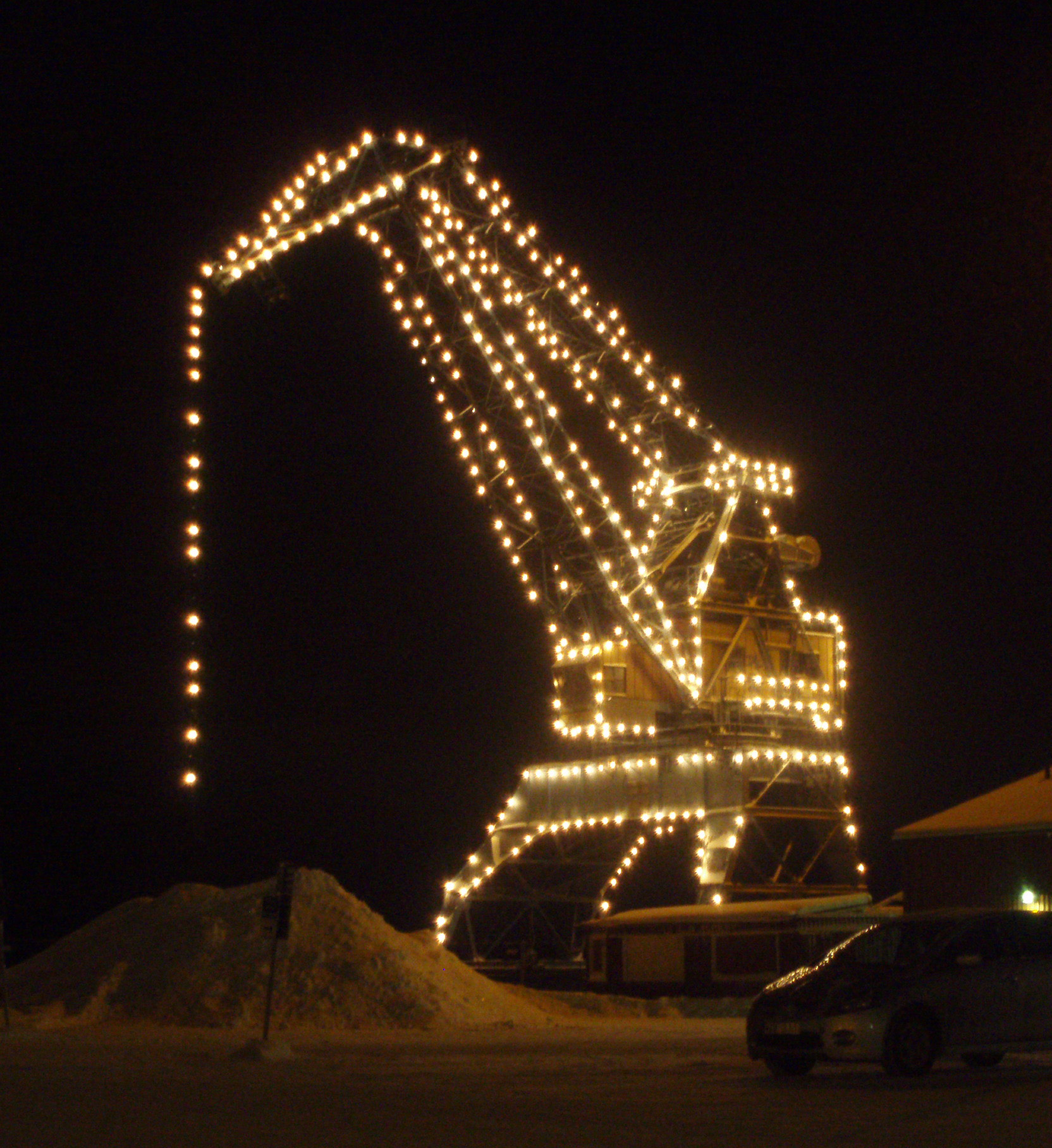
Den gamla hamnkranen

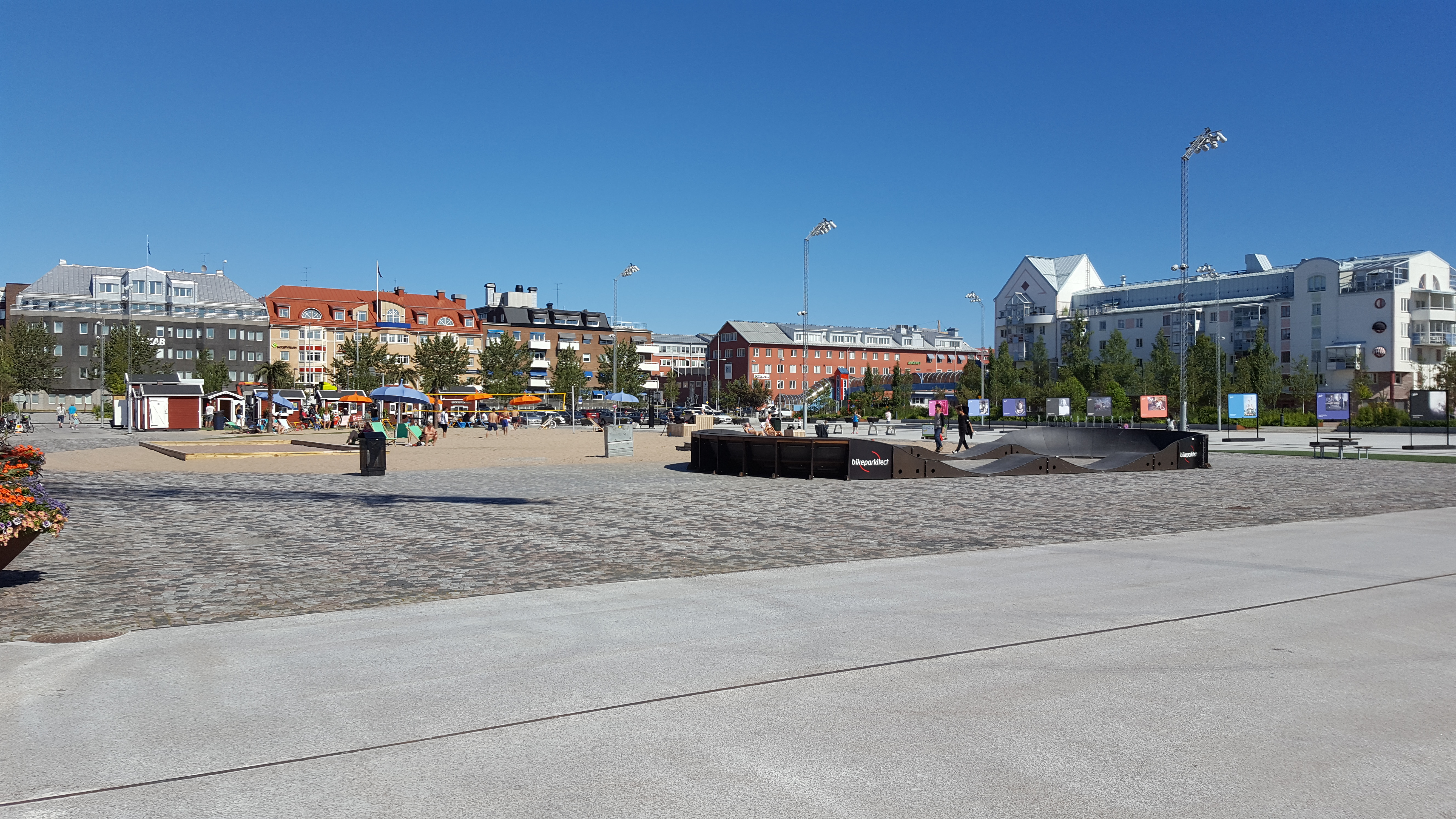
Södrahamnplan i Luleå

Södra hamn är ett historiskt industri- och hamnområde i Luleå. Hamnområdet var beläget längs centrumhalvön södra strand vid Lule älvs utlopp.

## Historia
Hamnområdet som började byggas med start när järnvägsrälsen för Södrahamnsspåret lades år 1901 skulle ersätta Norra hamn, som låg uppströms Luleälven på andra sidan centrumhalvön. Under följande år byggdes Hamnpiren, Hamnspåret och Långkajen samt lyftkran. När hamnskjulen flyttades från Norra hamn 1907 slutfördes det grundläggande hamnbygget och godstrafiken hade gradvis under åren flyttats över till den nya hamnen.
En vågbrytare byggdes i anslutning till Hamnpiren 1917-18, så att mindre båtar kunde ligga skyddade. I anslutning fanns också uppläggningsplatser för båtar som Luleå stad hyrde ut. År 1921 inrättades en express på linjen Stockholm-Sundsvall-Luleå med ångaren Ragne. Från och med år 1922 tillkom ångaren Regin och linjen utökades till att innefatta Malmö och Köpenhamn.
Tullpackhuset med sin vita tegelfasad uppfördes under 1930-talet vid hamnbassängen. Tullpackhuset är i dag ersatt med de färggladare så kallade Tutti-frutti-husen. Verksamheten i hamnen flyttade med början på 1960-talet gradvis ut till nya hamnar utanför Luleälvens utlopp på Svartölandet.

## Området i dag
I dagligt tal syftar man ibland med Södra Hamn på ett bostadsrättsområde i centrala Luleå som med sina vita fasader är ett landmärke när man närmar sig Luleå tätort via sjövägen. Idag består Södra hamn (förutom av ett mindre handels- och industriområde i östra delen) mest av bostadsområden. Vissa minnesmärken i form av hamnkranen och en fotoutställning längs kajen som i dag är ett populärt promenadstråk finns kvar som minner om gamla tider i hamnen. Väster om hamnplanen ligger bostadsområdet Oscarsvarv (Varvet) som fått sitt namn från tidigare verksamheten i det området. Längs med kröken på Lule älv där Bergnäsbron har sitt brofäste ståtar gamla Nyckelbryggeriets tidigare byggnad på en kulle. 
Den så kallade Södra hamnplan mitt i det gamla hamnområdet har de senaste åren genomgått stora förändringar. Den tidigare parkeringsplatsen har fått ge plats åt en gjuten betongplatta, vilken sluttar ner mot en ränna med fontäner. Närmast Tutti-frutti-husen finns en gång-allé med diverse växtlighet. I västra delen av plan finns en kaj med bryggor, vid vilka turbåtar till Lule skärgård avgår från. Den nyrenoverade och ombyggda Södra hamnplan invigdes 22 augusti 2013 av Kronprinsessan Victoria, som då anlände med ostindiefararen Götheborg till Södra hamn. Efter detta så har även den så kallade Fiskekyrkan rivits, i vilken ett flertal butiker inhystes. Det är idag inte klart om någon ny byggnad ska sättas upp på denna plats, eller om den temporära badstranden med Beachvolleybollplan skall bli permanent.